# Steereobryon subulirostrum
Steereobryon subulirostrum là một loài Rêu trong họ Polytrichaceae. Loài này được (Schimp. ex Besch.) G.L. Sm. miêu tả khoa học đầu tiên năm 1971.